# Sankt Martin-katedralen (Bratislava)
Sankt Martins Katedralen (slovakisk: Katedrála svätého Martina, tysk: Kathedrale des Heiligen Martin, ungarsk: Szent Márton-dóm or Koronázó templom) er en katedral i Bratislava i Slovakiet. Katedralen er domkirke for Ærkebispedømmet Bratislava i Den romersk-katolske kirke. Den er desuden kendt for at have været kroningskirke for de ungarske konger mellem 1563 og 1830.
Katedralen ligger i den vestlige udkant af Den Gamle By nedenfor Bratislava Slot. Den er den største og en af de ældste kirker i Bratislava.